# Ann Winsborn
Ann Winsborn (ur. 5 lipca 1981 w Malmö) – szwedzka piosenkarka.
Jej ojciec był muzykiem. W wieku kilku lat zaczęła sięgać po różne instrumenty. Kilka lat później towarzyszyła swojemu tacie na scenie podczas tournée. Wkrótce w rodzinnym Malmö zaczęła pojawiać się jako wokalistka u boku tamtejszych wykonawców pop i rock. 
W roku 2002 Ann poznała Roberta Olaussona, producenta muzycznego. Wtedy też powstała kompozycja "Everything I Do". Wkrótce potem pojawiły się kolejne, między innymi "Je n'ai pas compris" i "Be the One". Piosenki zostały zauważone przez dziennikarzy radiowych i zyskały uznanie wśród słuchaczy. Potwierdzeniem tego stały się nie tylko wysokie pozycje na listach airplay, ale także uplasowanie się w szwedzkiej Top 20.
Sukces radiowy i telewizyjny został poparty wydaniem debiutanckiego albumu "Everything I Am". W powstawaniu płyty – obok Roberta Olaussona, znaczącą rolę odegrali również Emil Hellman i Robert Uhlman, którzy zadbali o brzmienie całego albumu. Ann jest współautorką 3 utworów ("Be the One", "Everything I Do" i "Tonight"). Album został nagrany w sztokholmskim studio Trigger.
Zremiksowane wersje "Je n'ai pas compris" i "Everything I Do" cieszyły się dużą popularnością w klubach, odnotowały także wysokie pozycje na listach dance. Debiutancki album ukazał się już w Hiszpanii, Portugalii, Kanadzie, Australii i kilku krajach Ameryki Południowej. W Polsce album miał premierę 19 lipca 2004.
W 2005 roku utwór "La La Love On My Mind" zapewnił wokalistce powrót na listy przebojów. Natomiast w sierpniu tego samego roku ukazał się album Pink-Collar-Crime.

## Albumy
| 2003 | Everything I am   | - | - |
| 2005 | Pink-Collar-Crime | - | - |

## Single
| 2002 | Be the One            | -  | -  |
| 2002 | Everything I do       | -  | -  |
| 2004 | Je N’ai Pas Compris   | -  | -  |
| 2005 | Tonight               | -  | -  |
| 2005 | La La Love On My Mind | 54 | 10 |
| 2005 | Fever                 | -  | -  |
| 2006 | Smile                 | -  | -  |
| 2006 | Perfect Lover         | -  | -  |